# NGC 7767
NGC 7767 је лентикуларна галаксија у сазвежђу Пегаз која се налази на NGC листи објеката дубоког неба.
Деклинација објекта је + 27° 5' 12" а ректасцензија 23h 50m 56,5s. Привидна величина (магнитуда) објекта NGC 7767 износи 13,5 а фотографска магнитуда 14,4. Налази се на удаљености од 128,407 милиона парсека од Сунца. NGC 7767 је још познат и под ознакама UGC 12805, MCG 4-56-16, CGCG 477-17, PGC 72601.